# Marcel Gecov
Marcel Gecov (ur. 1 stycznia 1988 w Pradze) – czeski piłkarz grający na pozycji defensywnego pomocnika. Podczas kariery zawodniczej grał dla Slavii Praga, SK Kladno, Slovana Liberec, Fulhamu, KAA Gent, Rapidu Bukareszt oraz Śląska Wrocław. W reprezentacji Czech zadebiutował w 2011 roku i rozegrał w niej jedno spotkanie.